# Kyle McAllister
Kyle McAllister (Paisley, 21 gennaio 1999) è un calciatore scozzese, centrocampista del Forest Green.

## Caratteristiche tecniche
È un esterno destro.

## Carriera

### Club
Cresciuto nel settore giovanile del St. Mirren, ha esordito in prima squadra il 22 marzo 2016 in occasione dell'incontro di Scottish Championship perso 2-1 contro il Raith Rovers. Nel gennaio 2017 è stato ceduto al Derby County, dove ha giocato nella formazione Under-23 prima di fare ritorno in Scozia nel 2019.

### Nazionale
Ha giocato nelle nazionali giovanili scozzesi Under-17 ed Under-21.

## Statistiche
Statistiche aggiornate al 16 luglio 2021.

### Presenze e reti nei club
| Stagione        | Squadra         | Campionato      | Campionato | Campionato | Coppe nazionali | Coppe nazionali | Coppe nazionali | Coppe continentali | Coppe continentali | Coppe continentali | Altre coppe | Altre coppe | Altre coppe | Totale | Totale | Totale |
| Stagione        | Squadra         | Comp            | Pres       | Reti       | Comp            | Pres            | Reti            | Comp               | Pres               | Reti               | Comp        | Pres        | Reti        | Pres   | Reti   |        |
| --------------- | --------------- | --------------- | ---------- | ---------- | --------------- | --------------- | --------------- | ------------------ | ------------------ | ------------------ | ----------- | ----------- | ----------- | ------ | ------ | ------ |
| 2015-2016       | St. Mirren      | 1D              | 4          | 0          | CS+CdL          | 0               | 0               |                    | -                  | -                  |             | -           | -           | 4      | 0      |        |
| 2016-gen. 2017  | St. Mirren      | 1D              | 10         | 0          | CS+CdL          | 2+1             | 1+0             |                    | -                  | -                  | CC          | 1           | 0           | 14     | 1      |        |
| gen.-giu. 2019  | St. Mirren      | PL              | 9+7        | 1+1        | CS              | 2               | 1               |                    | -                  | -                  |             | -           | -           | 18     | 3      |        |
| 2019-2020       | St. Mirren      | PL              | 15         | 1          | CS              | 3               | 0               |                    | -                  | -                  |             | -           | -           | 18     | 1      |        |
| 2020-2021       | St. Mirren      | PL              | 30+5       | 1          | CS+CdL          | 2+6             | 0+0             |                    | -                  | -                  |             | -           | -           | 43     | 1      |        |
| 2021-2022       | St. Mirren      | PL              | 0          | 0          | CdL             | 1               | 0               |                    | -                  | -                  |             | -           | -           | 1      | 0      |        |
| Totale carriera | Totale carriera | Totale carriera | 80         | 4          |                 | 17              | 2               |                    | -                  | -                  |             | 1           | 0           | 98     | 6      |        |